# Vechta-Nord
Vechta-Nord ist ein etwa 3.200 Einwohner umfassender Stadtteil nördlich der Innenstadt von Vechta.
Direkt hinter dem Schulzentrum Nord befindet sich das Vechtaer Schwimmbad (Hallenwellen- und Freibad).

## Geographie
Der Stadtteil umfasst das Gebiet zwischen der Innenstadt und dem Industriegebiet Nord sowie dem Stadtteil Stoppelmarkt, abgegrenzt im Norden durch den Lattweg und im Süden von der Falkenrotter Straße/Oyther Straße. Es herrscht fast ausschließlich Wohnbebauung vor.

## Bildung
- Schulzentrum Vechta-Nord mit der katholischen Oberschule Ludgerusschule und der Förderschule Elisabethschule am Lattweg.
- Grundschule Overbergschule an der Overbergstraße 12

## Verkehr
Im Süden führt die Oyther Straße aus Lutten kommend in die Innenstadt, im Norden führt der Lattweg aus Oythe kommend bis nach Falkenrott/Vechta-West. Von Norden führen die Oldenburger Straße und der Visbeker Damm in die Innenstadt.
Die Straße Dornbusch führt von der Oyther Straße über den Lattweg vorbei am Schulzentrum Nord, dem Schwimmbad der Stadt, am Stoppelmarktgelände und dem Wasserwerk vorbei und die Bahntrasse kreuzend schließlich auf die Nordtangente in Holzhausen.
Der StadtBus Vechta bedient den gesamten Stadtteil sowie eine Linie aus Lutten kommend.